# Anomoia quadrivittata
Anomoia quadrivittata är en tvåvingeart som beskrevs av Wang 1996. Anomoia quadrivittata ingår i släktet Anomoia och familjen borrflugor. Inga underarter finns listade i Catalogue of Life.